# Киви на Хааст
Кивито на Хааст (Apteryx haastii) е вид птица от семейство Безкрили (Apterygidae). Видът е световно застрашен, със статут Уязвим.

## Разпространение
Разпространен е в Нова Зеландия.